# 德化州 (唐朝)
德化州，中国唐朝时设置的州。
唐高宗总章年间，招抚桃花蛮李氏部落设置林西州（今越南老街省老街），唐代宗永泰二年（766年）分林西州设德化州，属安南都护府，治德化县今越南老街省富流。安置蛮獠林氏部落，唐德宗贞元七年（891年）改属峰州都督府。唐懿宗咸通元年至七年（860年—866年）被南诏占领。